# Франк Уелкър
Франклин Уендъл „Франк“ Уелкър (на английски: Franklin Wendell "Frank" Welker) (роден на 12 март 1946 г.) е американски актьор, който специализира в озвучаване.

## Кариера
Първата му роля като глас идва през 1969 г. в първия сериал от поредицата Скуби-Ду – „Скуби-Ду, къде си?“, озвучавайки Фред Джоунс. Оттогава, той озвучава Фред във всяка негова поява с изключение на „Пале на име Скуби-Ду“, представящ приключенията на бандата в детските им години. От 2002 г. той е гласът и на Фред, и Скуби-Ду, поемайки ролята от покойния Дон Месик.

## Награди
На 29 април 2016 г. му е връчена награда „Еми“ за цялостен принос.
През 2022 г. е номиниран за първата награда „Еми“ в категория „най-добър озвучаващ артист в анимационен сериал“ за Скуби-Ду, Фред и Себе си в „Скуби-Ду и виж кой друг!“, където е номиниран заедно с Грей Делайл за Лола, Лана, Лили, Шерил, Скутс, Моупс и г-жа Бернадо в „Къщата на Шумникови“, Ерик Бауза за Бъгс Бъни, Марвин Марсианеца, Дафи Дък и Туити в „Шантави рисунки-мисунки“, Марк Хамил за Скелетор в „Господарите на вселената: Откритие“ и Том Кени за Спонджбоб в „Спондж Боб Квадратни гащи“. Печели Ерик Бауза.

## Личен живот
Уелкър е имал връзки с актрисата Памела Сю Мартин и Тереза Ганзел, неговата колежка от сериалите „Том и Джери хлапаци“ и „Друпи, майстор детектив“.

## Избрана филмография
- Скуби-Ду, къде си? (1969)
- Новите филми за Скуби-Ду (1972)
- Супер приятели (1973)
- Хонк Конг Фуи (1974)
- Шоуто на Скуби-Ду (1976)
- Фантастичната четворка (1978)
- Ричи Рич (1980)
- Похитителите на изчезналия кивот (1981)
- Смърфовете (1981)
- Спайдър-Мен и невероятните му приятели (1981)
- Бъгс Бъни в Шантави заешки истории (1981)
- Пак-мен (1982)
- Инспектор Гаджет (1983)
- Стар Трек III: В търсене на Спок (1984)
- Гремлини (1984)
- Семейство Джетсън (1985)
- Приключенията на Гумените мечета (1985)
- Истинските ловци на духове (1986)
- Малкото пони (1986)
- Златното дете (1986)
- Приключенията на Чипмънкс (1987)
- Патешки истории (1987)
- Джуди Джетсън и рокаджиите (1987)
- Оливър и приятели (1988)
- Супермен (1988)
- Скуби-Ду: Училище за духове (1988)
- Скуби-Ду: Върколак по неволя (1988)
- Гарфийлд и приятели (1988)
- Чип и Дейл: Спасителен отряд (1989)
- Гремлини 2: Новата партида (1990)
- Капитан Планета (1990)
- Спасителите в Австралия (1990)
- Приключенията на дребосъците (1990)
- Капитан Балу (1990)
- Том и Джери хлапаци (1990)
- Красавицата и Звяра (1991)
- Чернокрилия паток (1991)
- Аладин (1992)
- Малката русалка (1992)
- Приключенията на дребосъците: Как прекарах ваканцията си (1992)
- Батман: Анимационният сериал (1992)
- Аниманиаци (1993)
- Друпи, майстор детектив (1993)
- Кро (1993)
- Цар лъв (1994)
- Следващото карате хлапе (1994)
- Старгейт (1994)
- Договор за Дядо Коледа (1994)
- Аладин (1994)
- Господарят на страниците (1994)
- Аладин и завръщането на Джафар (1994)
- Горгони (1994)
- Коледната песен на семейство Флинтстоун (1994)
- Горди (1995)
- Покахонтас (1995)
- Тимон и Пумба (1995)
- Смъртоносна битка (1995)
- Аладин и царят на разбойниците (1995)
- Отбор Гуфи (1995)
- Загадките на Силвестър и Туити (1995)
- Дънстън сам в хотела (1996)
- Крякаща тайфа (1996)
- Гърбушкото от Нотр Дам (1996)
- Денят на независимостта (1996)
- Космически забивки (1996)
- Марсиански атаки (1996)
- Лабораторията на Декстър (1996)
- Супермен: Анимационният сериал (1996)
- Каспър (1996)
- Екстремен лов на духове (1997)
- Крава и пиле (1997)
- Котките не танцуват (1997)
- Анаконда (1997)
- Аз съм невестулка (1997)
- Херкулес (1997)
- Джони Браво (1997)
- 101 далматинци (1997)
- Голямото междучасие (1997)
- Истерия! (1998)
- Вълшебният меч (1998)
- Годзила (1998)
- Покахонтас 2: Пътуване в нов свят (1998)
- Мафия! (1998)
- Мулан (1998)
- Реактивните момичета (1998)
- Батман от бъдещето (1999)
- Спондж Боб Квадратни гащи (1999)
- Синята бездна (1999)
- Желанието на Уако (1999)
- Семейният тип (1999)
- Тигър (2000)
- Приключенията на Джеки Чан (2000)
- Летящото приключение на Туити (2000)
- Пътят към Елдорадо (2000)
- Гринч (2000)
- Омагьосаният император (2000)
- Статичен шок (2000)
- Батман от бъдещето: Завръщането на Жокера (2000)
- Джими Неутрон: Момчето гений (2001)
- Клуб Маус (2001)
- Уич (2001)
- Мрачните приключения на Били и Манди (2001)
- Лейди и Скитника 2: Приключенията на Скамп (2001)
- Легенда за Тарзан (2001)
- Големите шпионки (2001)
- Питър Пан: Завръщане в Невърленд (2002)
- Скуби-Ду (2002)
- Муча Луча (2002)
- Реактивните момичета: Филмът (2002)
- Том и Джери: Вълшебният пръстен (2002)
- Ким Суперплюс (2002)
- Какво ново, Скуби-Ду? (2002)
- Кодово име: Съседските деца (2002)
- Осмокраки гадини (2002)
- Шантави рисунки: Отново в действие (2003)
- Лило и Стич: Сериалът (2003)
- Дък Доджърс (2003)
- Котката с шапка (2003)
- Приключения в Ню Йорк (2004)
- Дани Фантома (2004)
- Мулан 2 (2004)
- Том и Джери: Мисия до Марс (2005)
- Свръхестествено (2005)
- Любопитния Джордж (2006)
- Новото училище на императора (2006)
- Шаги и Скуби-Ду детективи (2006)
- Бамби 2 (2006)
- Лерой и Стич (2006)
- Клубът на Мики Маус (2006)
- Ни Хао, Кай Лан (2007)
- Батман: Смели и дръзки (2008)
- Трансформърс: Отмъщението (2009)
- Алиса в Страната на чудесата (2010)
- Генератор Рекс (2010)
- Скуби-Ду! Мистерия ООД (2010)
- Трансформърс: От тъмната страна на луната (2011)
- Смърфовете (2011)
- Огледалце, огледалце (2012)
- Костенурките нинджа (2012)
- Мадагаскар 3 (2012)
- Смърфовете 2 (2013)
- Малки титани: В готовност! (2013)
- Трансформърс: Ера на изтребление (2014)
- Спокойно, Скуби-Ду! (2014)
- Шоуто на Том и Джери (2014)
- Искрица и Сияйница (2015)
- Лего Скуби-Ду: Призраци в Холивуд (2016)
- Смърфовете: Забравеното селце (2017)
- Трансформърс: Последният рицар (2017)
- Възходът на костенурките нинджа (2018)
- Аладин (2019)
- Скуби-Ду и виж кой друг! (2019)
- Скуби-Ду! (2020)
- Скуби-Ду! Номер или лакомство (2022)